# Lustre (tratado)
Lustre es el nombre en clave de un tratado secreto firmado por Francia y la red de inteligencia Five Eyes (abreviado como FVEY) para la cooperación en materia de inteligencia de señales (SIGINT) y para el intercambio mutuo de datos entre sus respectivas agencias de inteligencia. Su existencia se reveló durante la revelación de la vigilancia mundial de 2013 basada en los documentos filtrados por el excontratista de la NSA, Edward Snowden.

## Antecedentes históricos
La Dirección General de Seguridad Exterior (DGSE) de Francia mantiene una estrecha relación tanto con la Agencia de Seguridad Nacional (NSA) como con el Cuartel General de Comunicaciones del Gobierno (GCHQ) después de que en noviembre de 2006 se iniciaran conversaciones para aumentar la cooperación. A principios de la década de 2010, se observó que el alcance de la cooperación en la interceptación conjunta de datos digitales por parte de la DGSE y la NSA había aumentado drásticamente.
En 2011, la DGSE y la NSA firmaron un memorándum formal para el intercambio de datos, que facilitó la transferencia de millones de registros de metadatos de la DGSE a la NSA. En 2013, la existencia del tratado Lustre fue revelada en los documentos filtrados por el excontratista e informante Edward Snowden.

## Firmantes

### Francia
- Dirección General de Seguridad Exterior (DGSE) de Francia[1][2][3][4]

### Five Eyes
- Dirección de Señales de Defensa (DSD) de Australia
- Establecimiento de Seguridad de las Comunicaciones (CSEC) de Canadá
- Oficina de Seguridad de las Comunicaciones del Gobierno (GCSB) de Nueva Zelanda
- Cuartel General de Comunicaciones del Gobierno (GCHQ) del Reino Unido
- Agencia de Seguridad Nacional (NSA) de los Estados Unidos[1][2][3][4]

## Escala de vigilancia
La empresa francesa de telecomunicaciones Orange S.A. comparte los datos de las llamadas de sus clientes con la agencia de inteligencia francesa DGSE, y los datos interceptados se entregan al GCHQ.
Entre diciembre de 2012 y el 8 de enero de 2013, las agencias de inteligencia francesas entregaron a la NSA más de 70 millones de registros de metadatos.